# Eulepidotis austrina
Eulepidotis austrina är en fjärilsart som beskrevs av William Schaus 1911. Eulepidotis austrina ingår i släktet Eulepidotis och familjen nattflyn. Inga underarter finns listade i Catalogue of Life.